# Austroglanis sclateri
Austroglanis sclateri é uma espécie de peixe da família Bagridae.
É endémica da África do Sul.